# Sten & Stanley

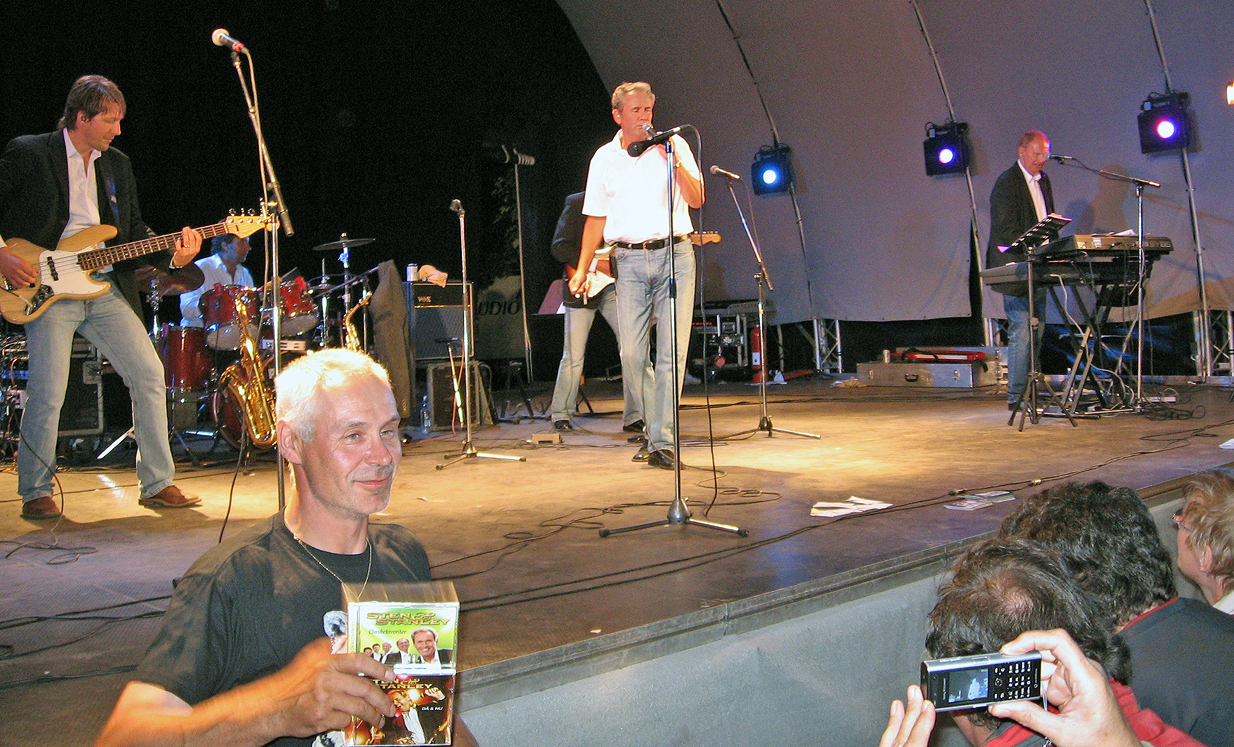
Sten & Stanley spelade på dansbandsscenen under Malmöfestivalen 2006.

Sten & Stanley är en svensk musikgrupp, bildad som popgrupp i Karlskoga 1962 och senare mest känd som dansband. Den bestod till att börja med av bröderna Sten, Ebbe och Per Nilsson samt Stanley Granström och Bo Carlén. Fram till 1993 hade gruppen haft rekordantalet 43 låtar på Svensktoppen; fram till 2008 hade man haft 61 låtar på Svensktoppen.

## Historik

### Bakgrund
Bandnamnet kommer av två av grundarmedlemmarna – Sten Nilsson och Stanley Granström. Originalsättningen 1962 bestod av Sten Nilsson (sång), Ebbe Nilsson (orgel, piano), Per Nilsson (bas), Stanley Granström (gitarr och saxofon) och Bo Carlén (trummor). Bandets första spelning genomfördes i Degerfors den 17 mars 1962.
Under 1960-talet var Sten & Stanley och Sven-Ingvars de mest populära musikgrupperna på Svensktoppen.

### Senare decennier
Under 1970- och 1980-talen bytte bandet inriktning till vad som då började kallas och utvecklas till dansband. Bandet tog vid tiden kring 1979–1980 även influenser av discomusiken, en genre som då utsatte flera svenska dansband för kraftig konkurrens, både med covers och egenproducerat material. Bandet har haft flest melodier på Svensktoppen (61 stycken fram till 2008) och har även medverkat i TV-program som Så ska det låta och Hallå Sverige. På 1990-talet syntes och hördes bröderna Sten och Ebbe Nilsson i TV-programmet Hallå Sverige med över 100 avsnitt.
Bland gruppens mest kända låtar finns "Haver ni sett Karlsson?", "Jolly Bob från Aberdeen", "Grindslanten", "Gökvalsen", "I lust och i nöd", "Godnatt, Marie", "Hur ska det sluta? (Oh, Lonesome Me)", "Jag vill vara din, Margareta" (som blivit något av deras signaturmelodi), "Dra dit pepparn växer", "En sång om kärlek", "Lilla Ann-Louise" samt "Medan jorden går ett varv".

### Medlemmar
Sättningen i gruppen har på senare år förändrats, genom att Per Nilsson och Bo Carlén avlidit (2010 respektive 2012). Stanley Granström lämnade gruppen redan 1967. Bo Carlén lämnade medlemskapet i bandet 1975, och Per Nilsson gjorde detsamma 1987. Per Nilsson fortsatte även senare som ersättare i bandet vid sjukdom och dylikt. 2013 var följande fem musiker gruppmedlemmar: Sten och Ebbe Nilsson samt Ebbe Nilssons son Alexander, kompletterade av Michael Ross på gitarr och Stefan Kahl på trummor.
2023 noterades de fasta medlemmarna som fyra, där Sten och Ebbe Nilsson kompletterades av gitarristen Johann Helander och  Alexander; den sistnämnde ägnar sig åt sång och spelar bas. 2024 noterade den officiella webbplatsen Sten, Ebbe och Alexander Nilsson som officiella medlemmar.

## Verk

### Album
- Guns of Bofors 1963
- I lust och nöd 1965
- Varsågod 1966
- Sten & Stanley's australiska sångbok 1967
- Röd var din mun 1967
- Sten Nilsson 1968
- Sten Nilsson & Sten & Stanleys kör och orkester 1969
- Sten & Stanley Sten Nilsson 1970
- A Touch of Sweden 1970
- Sten Nilsson nu 1971
- Kända låtar i stereo 1972
- Kända låtar i stereo 2 1973
- En god och glad jul 1973
- De' är dans 1974
- Sten & Stanleys bästa bitar 1975
- Bella Bella 1976
- Jambalaya 1977
- Sten Nilsson 1977
- Sten & Stanley's framsida 1977
- Copacabana 1979
- På gång 1980
- På gång 2 1982
- Adios Amor 1983
- Jag har inte tid 1984
- God jul 1984
- Musik, dans & party 1985
- Musik, dans & party 2 1986
- En god och glad jul 1986
- Musik, dans & party 3 1987
- Musik, dans & party 4 1988
- Minnets melodi. Sten & Stanley 1963-1989 1989
- Som ett ljus. Musik, dans & party 5 1990
- Dansparty Sten & Stanley 1991
- Dansparty Sten & Stanley 1991
- Musik, dans & party 6 1991
- På begäran 1992
- Musik, dans & party 7 1992
- Musik, dans & party 8 1993
- Musik, dans & party 9 1994
- Musik, dans & party 10 1995
- Julnatt 1995
- Musik, dans & party 11 1996
- Jag vill vara din, Margareta 1997
- San Diego. 35 år 20 hits 1997
- De tidiga åren 1998
- Bröder 1998
- Stjärnan lyser klar 2000
- Sten & Stanley framsida 2000 2000
- Du är min bästa vän 2001
- Om bara jag får 2001
- Musik, dans & party 94-96 2001
- 40/40: En samling 2002
- Samlade TV-hits 2003
- Sten & Stanley önskefavoriter 2004
- Sten & Stanley då & nu 2006
- Det känns när det svänger 2008
- Upp till dans 2009
- Allsånger på vårt sätt 2009
- Då kommer minnena 2011
- Sten & Stanleys 20 bästa
- 50 års Jubileum (2012)
- Bugga Med (2015)
- Bästa (2016)
- Du öppnade din dörr (2016)

### Melodier på Svensktoppen
- Hur ska det sluta - 1965
- I lust och nöd - 1965
- Vi som tycker om - 1966
- Flickan min - 1966
- Regnets Rytm - 1966
- Det är så skönt - 1967
- Dröm en dröm - 1967
- Svart-Olas polska - 1967
- Får jag följa dej en bit på vägen - 1967/1968
- Ta mig i famn - 1968
- Röd var min mun - 1968
- Du och jag - 1968
- Tvillingarna lika som bär - 1969
- Varje dag - 1969
- Gång på gång - 1969
- Regnet det bara öser ner - 1970
- Ljusen från min hemstad - 1970
- Brevet - 1970
- Gör något av ingenting - 1970
- Här finns det jobb för vitaminer - 1972
- Hallå Mary Loy - 1973
- Lilla Ann-Louise 1974
- Tjo och tjim och inget annat - 1974
- En gång för länge länge sen - 1974
- Vad tiden ändå går - 1975
- Jag vill vara din Margareta - 1976
- Farväl till sommaren - 1976/1977
- Vino Vino - 1977
- Copacabana - 1979
- Discotango - 1979
- Santa Maria - 1981
- Hur har du det med kärleken idag - 1982
- Dra dit peppar'n växer -1985
- Tillsammans - 1986
- En sång om kärlek - 1986/1987
- Kärleken - 1989
- Som ett ljus - 1990
- Spar dina tårar - 1991
- Varje dag - 1991
- Tusen tack för dessa år - 1992
- En vän som du - 1992
- Mitt hjärta - 1993
- Rosor doftar alltid som mest -1993
- Är du ensam du som jag - 1994
- Jag ger dig en blomma - 1994
- Bara när jag blundar - 1994
- Vänd inte om - 1995
- Du är min bästa vän - 1996
- Vågar du så vågar jag - 1996/1997
- Jag vill visa dig stjärnorna - 1997
- San Diego - 1997
- Utan dig - 1999
- Som en gryning över havet -1999
- Bröder - 1999
- Två steg fram o ett tillbaka - 2001
- Solen är din - 2001
- Om bara jag får - 2001
- Vild o lite galen - 2003
- Medan jorden går ett varv -2003/2004
- En bild av dig - 2004
- Många tusen mil - 2005

#### Missade Svensktoppen
- Jag vill vänta - 2005
- Det känns när det svänger - 2008
- Du öppnade din dörr -2016

### Filmografi
- 1965 – För tapperhet i tält
- 1965 – Åsa-Nisse slår till
- 1967 – Drra på – kul grej på väg till Götet

## Källhänvisningar
1. 1 2 3 4 5  ”Sten & Stanley - Uppslagsverk”. www.ne.se. https://www.ne.se/uppslagsverk/encyklopedi/l%C3%A5ng/sten-stanley. Läst 14 augusti 2024.
2. 1 2  "Sten & Stanley". NE.se. Läst 8 september 2014.
3. 1 2 3  Dahlman, Ebba S. (7 mars 2023). ”Dansbandskungen Sten Nilssons sorg med hustrun Ulla – orden om barnlösheten: ”Har försökt””. www.femina.se. https://www.femina.se/nostalgi/sten-stanley-sten-nilsson-om-barnlosheten/9235841. Läst 14 augusti 2024.
4. 1 2  ”Sten & Stanley – Biografi”. www.stenochstanley.se. https://www.stenochstanley.se/biografi.htm. Läst 14 augusti 2024.
5. 1 2 3  ”Sten & Stanley - det andra stora dansbandet från 1960-talet”. Veckans Nyheter. 15 februari 2022. https://veckansnyheter.se/2022/02/15/sten-stanley-det-andra-stora-dansbandet-fran-1960-talet/. Läst 14 augusti 2024.
6. 1 2  Sköld, Josefin (17 oktober 2010). ”Sten: Vi är ledsna”. Aftonbladet. https://www.aftonbladet.se/nojesbladet/a/A27alz/sten-vi-ar-ledsna. Läst 14 augusti 2024.
7. ↑  ”Bo Carlén - SFdb”. 8 februari 1941. https://www.svenskfilmdatabas.se/sv/item/?type=person&itemid=67117. Läst 14 augusti 2024.
8. ↑  Carlsson, Peter (6 december 2013). ”Julsväng och nostalgi med Sten & Stanley”. Allehanda.se. https://www.allehanda.se/artikel/julsvang-och-nostalgi-med-sten-och-stanley/. Läst 14 augusti 2024.
9. ↑  ”Sten & Stanley”. www.stenochstanley.se. https://www.stenochstanley.se/index.htm. Läst 14 augusti 2024.